# Dasophrys tarsalis
Dasophrys tarsalis là một loài ruồi trong họ Asilidae. Dasophrys tarsalis được Ricardo miêu tả năm 1920.